# Almond Valley Viaduct
Der Almond Valley Viaduct ist eine Eisenbahnbrücke in Schottland. Er liegt auf der Grenze der Council Areas West Lothian und Edinburgh. 1971 wurde das Bauwerk in die schottischen Denkmallisten in der höchsten Kategorie A aufgenommen. Der Bau wurde im November 1839 begonnen und innerhalb von 20 Monaten vollendet. Zusammen mit dem nördlich gelegenen und ebenfalls denkmalgeschützten Broxburn Viaduct sowie einem Tunnel bei Winchburgh, betrugen die Baukosten etwa 150.000 £. Da dem Bauunternehmer ein Kalkulationsfehler unterlief, deckte dieser Betrag seine Kosten nicht, so dass er 40.000 Pfund Verlust machte.

## Beschreibung
Der Mauerwerksviadukt liegt rund drei Kilometer östlich des Zentrums von Broxburn. Er wurde im Jahre 1842 als Teil der Edinburgh and Glasgow Railway erbaut. Heute wird der Viadukt von Zügen der Glasgow to Edinburgh via Falkirk Line genutzt. Die Bogenbrücke führt die zweigleisige Bahnstrecke in 36 Bögen über das weite Tal des Almond. Die einzelnen Segmentbögen weisen dabei eine Weite von 15,2 m bei einer maximalen lichten Höhe von 21 m auf. Ursprünglich waren die Pfeiler hohl, wurden jedoch in den 1950er Jahren mit Beton aufgefüllt, um höhere Fahrgeschwindigkeiten zuzulassen.